# جک باند (کارگردان)

جک باند به انگلیسی : (Jack Bond) یک کارگردان، تهیه‌کننده و نویسنده بریتانیایی است که بیشتر به خاطر رویکرد خاص، تجربی و بعضاً سوررئالیستی خود در سینما و تلویزیون شناخته می‌شود. او از چهره‌های متمایز و خلاق جریان هنر-سینمای انگلستان در قرن بیستم و بیست‌و‌یکم است و آثارش اغلب مرز بین مستند، داستانی و هنر مفهومی را محو می‌کنند
جک باند فردی است با دیدگاه‌های بسیار منحصربه‌فرد نسبت به هنر، رسانه و واقعیت. او در مصاحبه‌ها و نوشته‌هایش نشان داده که بیشتر از آن‌که به روایت خطی یا استانداردهای متداول سینما علاقه‌مند باشد، دغدغه‌اش کاوش در لایه‌های ذهن انسان، پیچیدگی‌های فرهنگی و مفاهیم فلسفی است. نگاه او بیشتر معطوف به شناخت ساختارهای پنهان در فرهنگ و رسانه است تا صرفاً جک باند شخصیتی مستقل، گاه شورشی و قطعاً کنجکاو دارد. او از کسانی است که مایل به عبور از مرزهای تثبیت‌شده‌اند، چه در فرم و چه در محتوا. سبک زندگی و نگاه او نیز با همین روحیه پیوند دارد؛ علاقه‌اش به روان‌کاوی، زبان بصری، پرفورمنس آرت و ارتباط انسان با تکنولوژی و تاریخ، همگی در ساختار شخصیتی‌اش بازتاب یافته‌اند. جک باند با برخی از شخصیت‌های نام‌آشنای دنیای هنر و ادبیات، به‌ویژه در دهه‌های ۱۹۶۰ و ۷۰، همکاری داشته است. رابطه‌ی کاری و احساسی او با هنرمند سرشناس بریتانیایی، آنایس نین و سپس جین آردن (Jane Arden)، از مواردی است که تأثیر زیادی بر مسیر هنری‌اش گذاشته. او همواره خود را در میان گروه‌های هنری مستقل و آوانگارد قرار داده و کمتر جذب جریان‌های بدنه‌ی اصلی سینما شده است

## فعالیت‌ها
باند برای اولین بار، در سال ۱۹۶۵ (میلادی)، یک فیلم مستند با سالوادور دالی، در نیویورک ساخت. دالی از دهه ۱۹۳۰ به همراه همسرش گالا، در شهر نیویورک به ویژه در هتل «سنت رجیس» مستقر بود. این فیلم حول یک مصاحبه مداوم از دالی توسط آردن در مورد روند خلاقیت او می‌چرخید. باند دربارهٔ موضوع فیلمش اظهار داشت که: «دالی همیشه دقیقاً می‌دانست چه می‌خواهد و به آن می‌رسید. او به معنای واقعی کلمه، «بزرگ» بود.» سپس بعد از آن، باند با همکاری جین آردن، فیلم جدایی (۱۹۶۷) که برنده چندین جایزه شد، فیلم طرف دیگر زیرین (۱۹۷۲) و فیلم ضد ساعت (۱۹۷۹) را کارگردانی کرد. این سه فیلم توسط مؤسسه فیلم بریتانیا بر روی دیسک بلوری و دی‌وی‌دی در ۱۳ ژوئیهٔ ۲۰۰۹ منتشر شدند. در سال ۱۹۸۸ نیز، باند فیلم این نمی‌تواند اینجا اتفاق بیفتد را با حضور گروه موسیقی پت شاپ بویز و یک موزیک ویدیو برای تک‌آهنگ آن‌ها «قلب» را کارگردانی کرد.

## درگذشت
باند در ۲۱ دسامبر ۲۰۲۴، در خانه سالمندانی در توییکنهام، لندن، در سن ۸۷ سالگی درگذشت.

## زندگی‌شخصی
باند در سال ۱۹۸۴ با همسرش، مویرا ازدواج کرد و مدتی بعد، در حالی که از وی صاحب چهار فرزند شده‌بود، از وی جدا شد. باند همچنین در سال ۲۰۱۸، دخترش، ربکا را از دست داد.

## فیلم‌شناسی
- (۱۹۶۷) - جدایی
- (۱۹۷۲) - طرف دیگر زیرین
- (۱۹۷۹) - ضد ساعت
- (۱۹۸۸) - این نمی‌تواند اینجا اتفاق بیفتد